# Telenordia
Telenordia var en svensk IT- och teleoperatör som grundades 1995. Telenordia hette inledningsvis British Telecom Sweden, men bytte sedan namn till Telenordia.
Telenordia köpte Algonet 1996. Till att börja med var British Telecom ensam ägare, men bolaget kom sedan att ägas till lika stora delar av British Telecom, Telenor och Tele Danmark. Tele Danmark sålde ut sin andel 2000 medan övriga ägare höjde sina andelar till 50 procent vardera. År 2001 var Telenordia Sveriges tredje största leverantör av tele och data på det fasta nätet riktat mot företagsmarknaden. British Telecom var skuldsatta, och 2001 bestämde sig Telenor och BT att gå skilda vägar varvid en företagssplit ägde rum. År 2002 köpte Telenor in sig i Glocalnet i utbyte mot Telenordias svenska privatkundkundbas.